# Кунжутові
Pedaliaceae є родиною квіткових рослин, класифікованих у порядку Lamiales. Родина включає кунжут (Sesamum indicum), джерело насіння кунжуту.
Він включає 13 родів і близько 70 видів. Вісім родів є місцевими для африканського континенту, а один рід (Uncarina) є ендемічним для Мадагаскару. Чотири роди (Sesamum, Josephinia, Pedalium і Dicerocaryum) в основному є місцевими жителями Африки, але вони також включають регіони на схід (включаючи Мадагаскар, Індію, Шрі-Ланку, Малайські острови та північну Австралію).
Родина має різноманітне поширення насіння та плодів у різних видів. Зокрема, розповсюдження тварин через задирки, які переносяться ногами (у Dicerocaryum, Harpagophytum та Josephinia) або захоплені шерстю тварин, що проходять повз (Uncarina), крилаті плоди, які розповсюджуються вітром (Holubia та Pterodiscus), або навіть крилате насіння (Sesamothamnus та Sesamum) або через вітрову балістику (Ceratotheca та Rogeria). Вітрові балісти – це коли плоди відкриваються у верхній частині, але залишаються на рослині, а потім, коли стебла виробляють сильні рухи, насіння поступово викидається.

## Таксономія
Родина належить до порядку Lamiales, як підтверджено останньою класифікацією системи APG IV.